# Paris Saint-Germain Football Club 1975-1976
Questa voce raccoglie le informazioni riguardanti il Paris Saint-Germain Football Club nelle competizioni ufficiali della stagione 1975-1976

## Stagione
Nella stagione 1975-76 il Paris Saint-Germain disputò un campionato dall'andamento simile a quello precedente, ottenendo la salvezza con quattro punti di vantaggio sull'ultimo posto della zona retrocessione. In Coppa di Francia il cammino dei parigini si fermò invece ai quarti di finale, dove furono eliminati dall'Olympique Lione.

## Maglie e sponsor
Vengono confermate tutte le divise della stagione precedente prodotte dalla Le Coq Sportif, con l'aggiunta di un bordo bianco sulle maniche. Sponsor ufficiale è RTL.
| 1a divisa | 2a divisa |

## Organigramma societario
Area direttiva
- Presidente onorario:  Henri Patrelle
- Presidente:  Daniel Hechter

Area tecnica
- Direttore tecnico:  Just Fontaine
- Allenatore:  Robert Vicot

## Rosa
| N. |                       | Ruolo | Calciatore         |
| -- | --------------------- | ----- | ------------------ |
|    | Jugoslavia (bandiera) | P     | Ilja Pantelić      |
|    | Francia (bandiera)    | P     | Michel Bensoussan  |
|    | Francia (bandiera)    | D     | Jacky Bade         |
|    | Francia (bandiera)    | D     | Dominique Berthaud |
|    | Portogallo (bandiera) | D     | Humberto Coelho    |
|    | Francia (bandiera)    | D     | Perre Bajoc        |
|    | Francia (bandiera)    | D     | Louis Cardiet      |
|    | Francia (bandiera)    | D     | Gérard Cenzato     |
|    | Francia (bandiera)    | D     | Éric Renaut        |
|    | Francia (bandiera)    | D     | Dominique Lokoli   |
|    | Francia (bandiera)    | D     | Jacques Novi       |
|    | Francia (bandiera)    | D     | Thierry Morin      |
|    | Francia (bandiera)    | D     | André Travetto     |
|    | Francia (bandiera)    | C     | Robin Leclercq     |
|    | Francia (bandiera)    | C     | Bernard Dumot      |

| N. |                              | Ruolo | Calciatore           |
| -- | ---------------------------- | ----- | -------------------- |
|    | Francia (bandiera)           | C     | Jean-Pierre Dogliani |
|    | Francia (bandiera)           | C     | Jacky Laposte        |
|    | Francia (bandiera)           | C     | Denis Bauda          |
|    | Francia (bandiera)           | C     | Dominique Barberat   |
|    | Francia (bandiera)           | C     | Bernard Moraly       |
|    | Francia (bandiera)           | C     | Francis Piasecki     |
|    | Francia (bandiera)           | C     | Lionel Justier       |
|    | Togo (bandiera)              | A     | Othniel Dossevi      |
|    | Francia (bandiera)           | A     | François Brisson     |
|    | Congo-Brazzaville (bandiera) | A     | François M'Pelé      |
|    | Camerun (bandiera)           | A     | Jean-Pierre Tokoto   |
|    | Francia (bandiera)           | A     | Louis Floch          |
|    | Francia (bandiera)           | A     | Guy Nosibor          |
|    | Algeria (bandiera)           | A     | Mustapha Dahleb      |

## Statistiche

### Statistiche di squadra
| Competizione     | Punti | Totale | Totale | Totale | Totale | Totale | Totale | DR |
| Competizione     | Punti | G      | V      | N      | P      | Gf     | Gs     | DR |
| ---------------- | ----- | ------ | ------ | ------ | ------ | ------ | ------ | -- |
| Division 1       | 39    | 38     | 13     | 11     | 14     | 63     | 60     | +3 |
| Coppa di Francia | -     | 7      | 2      | 3      | 1      | 13     | 7      | +6 |
| Totale           |       | 45     | 15     | 14     | 16     | 76     | -60    |    |